# 4774 Hobetsu
4774 Hobetsu је астероид главног астероидног појаса чија средња удаљеност од Сунца износи 2,236 астрономских јединица (АЈ).
Апсолутна магнитуда астероида је 12,8.